# Pont ferroviaire Kaiserbrücke
Le pont ferroviaire Nord de Mayence, construit en 1955, est un pont qui enjambe le Rhin et par la même occasion franchit la frontière entre le Land de Rhénanie-Palatinat et la Hesse.
Il sera suppléé en 2011 avec un pont nouvellement «Saut-de-mouton tête Mayence Nord « construit afin de permettre un passage plus rapide des trains.

## Le pont de 1904,ditKaiserbrücke
La fonction première du nouveau pont ferroviaire était militaire : elle devait répondre à l'impératif stratégique, en cas de guerre sur deux fronts, de battre successivement la France puis son alliée la Russie dans le cas d'une guerre en Europe.
L'ouvrage de deux voies était long de 681 m et se composait, d'un support en treillis max. long de 119 m et de 9 m de haut.
Les travaux de construction débutèrent en 1901, sur un plan de l’architecte Franz Schwechten. Les fondations et les parties émergées furent prises en charge par le groupe de construction Philipp Holzmann AG. À cette occasion, les caissons en acier furent immergés sous le niveau du fleuve pour permettre l'établissement des piliers. La société allemande  Maschinenfabrik Augsburg-Nürnberg (MAN) livra et monta pour la Preußisch-Hessische Eisenbahngemeinschaft (Compagnie étatique des chemins de fer du Royaume de Prusse et Grand-duché de Hesse) la superstructure en acier.
Lors de l’inauguration effective le 1er mai 1904, l’empereur Guillaume II d'Allemagne visita Mayence et donna au nouvel ouvrage le nom de « Kaiserbrücke » (pont de l’empereur).
À la fin de la Seconde Guerre mondiale, le pont fut dynamité. Le 17 mars 1945, les troupes du génie allemand firent exploser les piliers fluviaux du pont.

## Le pont de 1955,ditpont ferroviaire Nord
Les travaux pour la reconstruction du nouveau pont ferroviaire débutèrent en 1954. Il s'agit d'un pont en treillis métallique en acier reposant sur six piles à l’île Saint-Pierre et cinq piles (3 + 2) sur le Rhin. La longueur des travées est de 94,54 m - 108,71 m - 110,04 m - 6 x 40,00 m - 119,65 m - 117,54 m. L’ouvrage occupe entre deux treillis parallèles et sous une voie de passage un espacement de 9,2 m.
Le pont ferroviaire Nord de Mayence est un pont à une voie de S-Bahn Rhin-Main ligne « S8 ».